# سمايل (فلم 2022)
سمايل (بالإنجليزية: Smile) هو فيلم رعب نفسي خارق للطبيعة أمريكي صدر في عام 2022 من تأليف وإخراج باركر فين، في أول فيلم روائي طويل له. وبطولة سوزي باكون في دور معالجة نفسية تشهد انتحار مريضة غريب، ثم تغمرها رؤى مزعجة ومرعبة بشكل متزايد مما يجعلها تعتقد أنها تعاني من شيء خارق للطبيعة.

## القصة
في جناح الطب النفسي، تلتقي المعالجة النفسية روز كوتر بطالبة الدراسات العليا لورا ويفر، تشرح أنها شهدت مؤخرًا انتحار أستاذها. تزعم لورا أنها تعرضت للإرهاب من قبل كيان غير مرئي يظهر على شكل أشخاص مبتسمين مختلفين وتنبأ بوفاتها. بدأت بالصراخ والاختناق، مما دفع روز إلى طلب المساعدة؛ فجأة هدأت لورا وابتسمت بشكل غريب، ثم قطعت حلقها بشكل مميت، مما أثار رعب روز.
في اليوم التالي، ترى روز مريضًا يُدعى كارل، الذي يبتسم بنفس الطريقة ويخبرها أنها ستموت. روز تطلب من الممرضات السيطرة على كارل، فقط لتدرك أن كارل كان نائما طوال الوقت. بسبب قلقه على صحة روز العقلية، أمرها مشرفها الدكتور مورجان ديساي بأخذ إجازة لمدة أسبوع. تستمر هلاوس روز، مما يدفع من حولها إلى الاعتقاد بأنها قد تشكل خطراً على نفسها. تزور روز معالجتها السابقة، الدكتورة مادلين نورثكوت، التي تقترح أن مشاكل روز تنبع من طفولتها، عندما شهدت وفاة والدتها المسيئة والمريضة عقليًا بسبب جرعة زائدة.
ترى روز قطارًا لعبة وتشتريه كهدية عيد ميلاد لابن أخيها، ابن أختها الكبرى هولي. في الحفلة، يفتح هديتها ليجد جثة قطة روز، مما يثير رعب الجميع. تتعرض روز لانهيار علني وترى ضيفًا يبتسم لها بطريقة غير طبيعية، مما يتسبب في سقوطها على طاولة قهوة زجاجية وإيذاء نفسها. هذا يقنع روز بأنها أصبحت ضحية لعنة، على الرغم من أن خطيبها تريفور يعتقد أنها أصبحت مجنونة.
بعد أن علمت أن أستاذ لورا كان يبتسم لها قبل وفاته، زارت روز أرملة الأستاذ، فيكتوريا، وتعلم أنه شهد أيضًا انتحارًا قبل وقت قصير من انتحاره. تطلب روز من صديقها السابق جويل، وهو محقق شرطة، مراجعة السجلات القديمة للشرطة. وجدوا عدة حالات لأشخاص شهدوا شخصًا ينتحر وهو يبتسم لهم قبل أن يفعلوا الشيء نفسه لأنفسهم في غضون أسبوع.
تحاول روز إصلاح الأمور مع تريفور، لكنها تدرك أنه طلب من مادلين التدخل النفسي دون أن يسألها أولاً. منزعجة، تغادر لتتحدث مع هولي، التي ترفض أيضًا اعتقاد روز في وجود لعنة. تقارن هولي سلوك روز بسلوك والدتهما المتوفاة، وتتهم روز هولي بالتخلي عنها قبل وفاة والدتهما.
يكتشف روز وجويل الاستثناء الوحيد في سلسلة حالات الانتحار: القاتل المدان روبرت تالي. روز وجويل يزورانه في السجن، حيث يدعي أن الكيان يتغذى على الصدمة وأن الطريقة الوحيدة للهروب منها هي قتل شخص آخر بوحشية أمام شاهد لإحداث صدمة له، ونقل اللعنة إلى الشاهد. روز ترفض هذه الفكرة بغضب. يظهر الكيان في منزلها في شكل مادلين ويسخر منها. تتوجه روز إلى المستشفى وهي تحمل سكينًا وتقتل كارل أمام مورجان، لكن يتبين أن هذا كان مجرد هلوسة. تستيقظ روز في سيارتها لتجد مورغان واقفًا بالخارج. يلاحظ السكين، لكنها تبتعد مسرعة، مما دفعه إلى تنبيه الشرطة.
تتوجه روز بسيارتها إلى منزل عائلتها المهجور، مدركة أن لعنة الكيان ستنتهي بها إذا ماتت وحدها. يظهر الكيان على أنه والدة روز، ويتبين أن روز كان بإمكانها إنقاذ والدتها لكنها اختارت عدم القيام بذلك. الكيان يهاجم روز، ويبدأ حريق أثناء الصراع، مما يؤدي على ما يبدو إلى مقتل الكيان. تهرب روز من المنزل وتعود إلى شقة جويل. يبتسم جويل لروز، التي تدرك أن هذا مجرد هلوسة أخرى.
في الواقع، تمكن جويل من تعقب هاتف روز إلى منزلها القديم ويجدها بالخارج. تصاب روز بالذعر وتجري إلى الداخل، حيث يكشف الكيان عن شكله الحقيقي؛ وحش شبه بشري بدون جلد مع مجموعات متعددة من الفكين المشوهة التي تتداخل مع فم ضخم مبتسم. يؤدي رؤية وجه الكيان إلى وقوع روز في غيبوبة، ويستحوذ عليها الكيان. يكسر جويل الباب الأمامي ويرى روز تبتسم وتشعل النار في نفسها، وتنقل اللعنة إليه.

## طاقم التمثيل
- سوزي باكون بدور روز كوتر، معالجة نفسية
- كايل غالنر بدور جويل، صديق روز السابق وضابط شرطة
- جيسي آشر بدور تريفور، خطيب روز
- روبن ويجرت بدور الدكتورة مادلين نورثكوت، معالجة نفسية
- كيتلين ستاسي بدور لورا ويفر، المرأة التي لعنها كيان الابتسامة
- كال بين بدور الدكتور مورجان ديساي، رئيس روز
- روب مورغان بدور روبرت تالي، أحد الناجين من كيان الابتسامة
- جيليان زينسر بدور هولي، أخت روز
- جودي رييس بدور فيكتوريا مونوز
- جاك سوشيت بدور كارل رينكين، مريض روز
- نيك أرابوغلو بدور جريج، زوج هولي وصهر روز
- بيري سترونج بدور المحقق باكلي
- دورا كيس بدور الأم، والدة روز وهولي
- سارا كابنر بدور ستيفاني، ضيفة الحفل
- كيفين كيبي بدور الأم الكابوسية، كيان الابتسامة الذي يتخذ شكل والدة روز
- مارتي ماتوليس بدور الوحش، الشكل الحقيقي لكيان الابتسامة

## الانتاج
تم الإعلان عن فيلم مقتبس عن قصة قصيرة للمخرج فين في يونيو 2020، وتمت إضافة فريق التمثيل في أكتوبر 2021. بدأ التصوير الرئيسي في ذلك الشهر في نيوجيرسي وانتهى في نوفمبر. كان من المقرر في الأصل إصداره على خدمة البث باراماونت+، لكن الموزع، باراماونت بيكتشرز، أصدره في دور العرض بعد اختبارات إيجابية.
تم عرض فيلم سمايل لأول مرة في Fantastic Fest في 22 سبتمبر 2022، وتم إصداره في الولايات المتحدة في 30 سبتمبر. حصل الفيلم على مراجعات إيجابية بشكل عام وحقق إيرادات تجاوزت 217 مليون دولار في جميع أنحاء العالم بميزانية قدرها 17 مليون دولار. من المقرر إصدار تكملة للفيلم بدون مشاركة شركة Paramount Players، سمايل 2، في عام 2024.

## روابط خارجية
- مقالات تستعمل روابط فنية بلا صلة مع ويكي بيانات